# Pit (řeka)

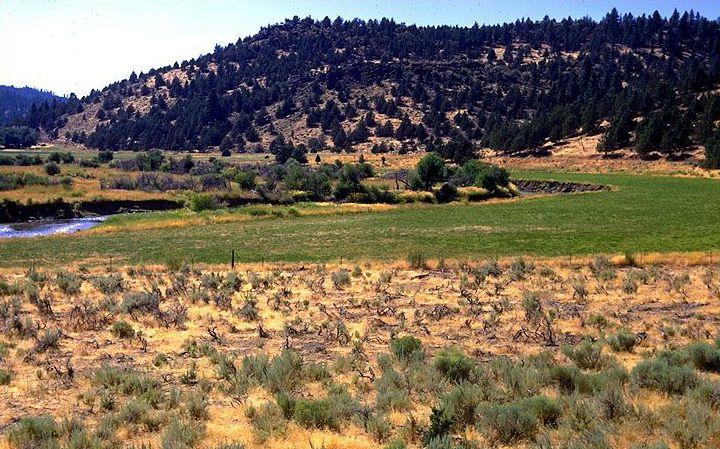
Údolí řeky Pit poblíž Canby v okrese Modoc předtím, než se vlije do kaňonů.

Pit (anglicky: Pit River) je řeka v Kalifornii ve Spojených státech. Proudí ze severovýchodní části státu do nížiny zvané Centrální údolí. Společně s řekami Klamath a Columbia je jedinou americkou řekou, která překonává Kaskádové pohoří.
Pit je nejdelším přítokem řeky Sacramento, se kterou se stéká ve vodní nádrži Shasta Lake, původně asi 6 km od přehradní hráze. Hlavní tok je dlouhý 333 km ale měřeno od nejdelšího z pramenů Pitu, část vody urazí do soutoku se Sacramentem 507 km.
Řeka odvodňuje relativně řídce osídlenou oblast vulkanické vrchoviny, stáčí se k jihu přes jižní cíp Kaskádového pohoří do hlubokého kaňonu severovýchodně od města Redding. Jméno pochází od děr (pit = anglicky jáma), které hloubili indiáni kmene Achumawi jako pasti na zvěř, chodící se napít k řece.
Je velmi oblíbená pro muškaření a na svém dolním toku i pro rafting, zároveň je využívána k výrobě elektřiny a to především na přehradách Shasta a na soutoku řek Pit a Fall. Kromě toho má nemalý význam pro zavlažování.